# Belgische Badmintonmeisterschaft 1954
Die Belgische Badmintonmeisterschaft 1954 fand in Löwen statt. Es war die sechste Auflage der nationalen Badmintonmeisterschaften von Belgien.	

## Titelträger
| Disziplin    | Sieger                   |
| ------------ | ------------------------ |
| Herreneinzel | Corky Murray             |
| Dameneinzel  | Nancy Joy                |
| Herrendoppel | Stan Joy L. St. Lawrence |
| Damendoppel  | Nancy Joy Nancy Penning  |
| Mixed        | Stan Joy Nancy Penning   |